# BA-64
El BA-64 (БА-64, Bronirovaniy Avtomobil, rus "cotxe blindat") va ser un vehicle blindat d'exploració soviètic de quatre rodes. Construït sobre el xassís d'un jeep GAZ-64 o GAZ-67, incorporava un casc lleugerament semblant al del Sd.Kfz. 221. El BA-64 va ser desenvolupat entre juliol i novembre de 1941 per substituir el BA-20 llavors en servei amb unitats de cotxes blindats de l'Exèrcit Roig. Barat i excepcionalment fiable, més tard es convertiria en el vehicle d'exploració blindat soviètic més comú que va entrar en servei durant la Segona Guerra Mundial, amb més de 9.000 fabricats abans que acabés la producció.
El BA-64 va representar un punt important en la tecnologia dels cotxes blindats soviètics, ja que el seu casc multifacètic va oferir a la seva tripulació una protecció superior contra el foc d'armes petites i els fragments de metralla que el BA-20. Els BA-64 també tenien una relació potència-pes molt més alta i la col·locació de les seves rodes a les cantonades extremes del xassís va donar lloc a una maniobrabilitat excepcional. Després de l'adopció del BTR-40, el govern soviètic va retirar la seva flota restant de BA-64 i els va exportar com a ajuda militar a diverses nacions. Al servei d'Alemanya de l'Est, van servir de base per al posterior Garant 30k SK-1 . Els BA-64 de Corea del Nord van actuar contra el Comandament de les Nacions Unides durant la Guerra de Corea.

## Història

### Desenvolupament

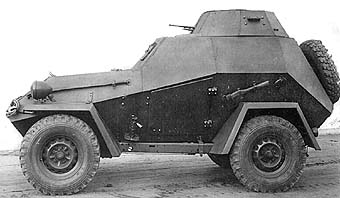
Primeres versions de BA-64

Durant la dècada de 1930, la Unió Soviètica va dedicar molts esforços i finançament al desenvolupament de cotxes blindats mitjans o pesats de sis rodes. Una deficiència principal d'aquests vehicles era la seva manca de tracció integral, però, que els limitava a les carreteres. El 1940, la Direcció Principal de les Forces Blindades Soviètiques (GABTU), va emetre un requisit per a nous dissenys de cotxes blindats que poguessin funcionar amb eficàcia en terreny obert i posseïssin un xassís de tracció total. Això va donar lloc al desenvolupament de diversos dissenys nous 4X4, com el LB-62 i el BA-NATTI . Tot i que aquests van ser els primers cotxes blindats soviètics amb tracció total, cap dels dos va ser acceptat per al servei amb l'Exèrcit Roig, ja que patien un pes excessiu, un elevat consum de combustible i un rang de funcionament pobre.
Durant l'Operació Barbarroja, les ràpides ofensives de l'Alemanya nazi a Ucraïna i Rússia occidental van interrompre temporalment nous projectes militars ja que la majoria de les fàbriques soviètiques implicades en la producció de vehicles de combat blindats es van veure obligades a evacuar les seves instal·lacions i a traslladar les operacions a l'est dels Urals. Gorkovsky Avtomobilny Zavod (GAZ) va ser una de les poques excepcions a la regla, ja que ja es trobava a l'est de Moscou. La seva contribució als primers esforços bèl·lics soviètics va ser estratègicament vital, ja que podia continuar fabricant vehicles per substituir les pèrdues massives que llavors patia l'Exèrcit Roig mentre la resta de la indústria de defensa local lluitava per reubicar-se i reorganitzar-se. GAZ va augmentar la fabricació i el muntatge de tancs lleugers, així com, va continuar produint camions militars. Atès que el programa de producció massiva d'un nou cotxe blindat de tracció total havia estat interromput per la invasió alemanya, també va correspondre a GAZ investigar les possibilitats en aquest sentit.
Els tècnics de GAZ van iniciar el treball conceptual en un nou cotxe blindat designat Izdeliye 64-125 el 17 de juliol de 1941, basant la seva construcció i disseny en un xassís comercial preexistent. Això era per garantir que el procés de fabricació es pogués dur a terme d'una manera econòmica i ràpida. Després d'alguna deliberació, el jeep GAZ-64 va ser escollit com a base per a l'Izdeliye 64-125. Aquest xassís es va considerar ideal per la seva distància entre eixos curta i l'excel·lent distància al terra, i pel fet que les seves peces mecàniques ja estaven en producció en sèrie. L'Izdeliye 64-125 original no tenia gairebé cap similitud amb el que després seria el BA-64; s'assemblava a poc més que un BA-20 més curt.
El 23 d'agost, un Sd.Kfz alemany capturat. model 221 va ser exposat a prop de Moscou per l'Exèrcit Roig. Vitaliy Grachev i altres enginyers de GAZ van poder inspeccionar el vehicle; un mes més tard, Grachev va organitzar que es portés a la fàbrica GAZ per a una anàlisi detallada. Grachev va quedar impressionat per la placa de blindatge molt facetada del Sd.Kfz. 221, que estava inclinada per al màxim rebot, i va ordenar que s'incorporés un casc similar a l'Izdeliye 64-125. A finals de novembre, GAZ va muntar els tres primers prototips que portaven el nou casc. Les proves de camp amb l'Exèrcit Roig van començar el 9 de gener de 1942. L'Izdeliye 64-125 va ser acceptat per al servei com a BA-64 el 14 de març de 1942.
El BA-64 estava armat inicialment amb una única metralladora Degtyaryov de 7,62 mm en una torreta oberta. La metralladora es va muntar sobre un suport fix que permetia elevar-la prou per disparar als avions en vol baix. Els BA-64 van començar a ser lliurats en gran nombre a les unitats soviètiques a principis de 1943. Al voltant de la mateixa època es va crear una autoescola especialitzada per formar els conductors del BA-64. Per motius encara no clars, l'any 1942 només es van fabricar cinquanta cotxes blindats d'aquest tipus i la producció en sèrie no es va dur a terme fins als primers sis mesos de 1943, quan es van fabricar més d'un miler. Fins i tot després de 1943, les xifres de producció van romandre inconsistents i podien fluctuar molt d'un any a l'altre. El juny de 1943, els tallers de GAZ que van produir el BA-64 van ser molt danyats o destruïts pels atacs aeris alemanys, i la producció va cessar completament fins que la planta va poder ser restaurada. Algunes mancances tècniques del xassís GAZ-64 van haver de resoldre en aquell temps, donant lloc a la creació del model BA-64B.
Els BA-64 van ser l'únic disseny de cotxe blindat soviètic nou que es va produir durant la Segona Guerra Mundial. Tenien un millor blindatge, velocitat, abast i capacitat fora de carretera que qualsevol altre vehicle de combat de rodes en servei soviètic, encara que a causa de les limitacions del xassís només podien portar una única metralladora lleugera. A diferència dels cotxes blindats pesats BA-3/6 i BA-20, que estaven armats amb canó antitanc, el BA-64 no es considerava adequat per al combat de primera línia contra lels blindats alemanys. Tanmateix, va ser àmpliament utilitzat per al transport d'oficials, vehicle d'enllaç, reconeixement i altres tasques secundàries del camp de batalla.
El setembre de 1943, la producció del GAZ-64 va ser substituïda pel jeep GAZ-67B millorat, que tenia una distància entre eixos més àmplia. En conseqüència, el BA-64 es va modificar per acollir el nou xassís. Aquesta alteració va resultar ser una millora important per a la BA-64, que era notòriament inestable en pendents pel seu estret pas de via i la seva naturalesa una mica pesada; Al ser més ample, el GAZ-67B va augmentar l'angle de pendent lateral del vehicle fins a 25°. El BA-64 modificat va ser designat BA-64B pel govern soviètic. Altres millores detallades van incloure troneres, una gamma més àmplia d'armament i un nou carburador que donava un millor rendiment amb combustible de baix grau. La majoria dels BA-64B van continuar equipats amb la mateixa torreta i metralladora de 7,62 mm que la sèrie original; tanmateix, les tropes soviètiques van retirar algunes de les torretes BA-64B originals i les van substituir per rifles antitanc PTRS-41 o amb canons alemanys de 2 cm KwK 30 capturats. Una altra modificació de campanya, més extensa, va implicar eliminar la torreta i fins i tot part del casc superior, així com afegir un parabrisa recuperat dels Volkswagen Schwimmwagens capturats. Això va convertir el BA-64B en un cotxe de personal descobert.
El 1944, GAZ va produir una variant del BA-64B amb una única metralladora pesada DShK de 12,7 mm en una torreta més gran. Tot i que això va millorar considerablement la potència de foc del vehicle, la torreta va romandre insuficient per girar adequadament la voluminosa metralladora, i no hi havia prou espai al casc per acollir munició adequada de 12,7 mm. Només se'n van fabricar un petit nombre. Una altra variant inusual, el BA-64ZhD, es va produir amb cascs antics BA-64 excedents, encara que muntats al xassís GAZ-67. Posseïa rodes de ferrocarril d'acer amb brides que li permetien patrullar les vies del ferrocarril.
La producció del BA-64B es va veure molt reduïda al final de la Segona Guerra Mundial, ja que l'Exèrcit Roig ja no tenia cap interès a mantenir un nombre tan gran de cotxes blindats nous. Els últims 62 BA-64B es van fabricar a mitjans de 1946. Aproximadament 9.110 BA-64 de totes les variants es van produir a la Unió Soviètica entre 1942 i 1946. D'aquesta xifra, aproximadament la meitat estaven equipades amb equips de comunicacions, principalment ràdios RP, que eren inferiors als models 71-TK utilitzats en els cotxes blindats pesats soviètics.
Després de la guerra, l'interès soviètic pels vehicles blindats de rodes es va traslladar principalment als vehicles blindats de transport de personal (APC) construïts específicament. Els oficials militars soviètics volien vehicles blindats capaços de seguir el ritme dels tancs que poguessin transportar infanteria cap als combats. Ja a mitjans de març de 1943, GAZ havia desenvolupat una variant APC del BA-64B, el BA-64E, que podia acomodar sis passatgers. Aquest vehicle estava descobert i els passatgers desembarcaven per una porta del casc posterior. El BA-64E va ser rebutjat perquè era massa petit per a ser un APC pràctic; tanmateix, una sèrie de les seves característiques s'incorporarien posteriorment a un nou disseny més capaç de combinar els papers tradicionals d'un cotxe blindat amb el d'un transport general: el BTR-40.
GAZ va fabricar peces noves per a la flota BA-64 existent fins al 1953, l'últim any que va romandre en servei operatiu amb les Forces Armades Soviètiques. Després, el BA-64 va ser substituït pel BTR-40 i, posteriorment, pel BRDM-1 . Tots els vehicles restants van ser emmagatzemats, i alguns van ser eliminats gradualment com a ajuda militar als estats clients soviètics, especialment Corea del Nord. Abans de l'exportació, els BA-64 emmagatzemats van ser renovats a les mateixes instal·lacions soviètiques responsables del manteniment de la sèrie BTR.

### Servei
Els primers BA-64 produïts es van desplegar al front del Don el 1942. No obstant això, les unitats soviètiques van operar grans quantitats al front de Voronezh i al front de Bryansk des de mitjans fins a finals de 1943. Els BA-64 també van participar en les fases finals de la batalla de Stalingrad. Durant les llargues marxes per carretera, els equips soviètics els van equipar amb rodes estàndard per a estalviar combustible. Els BA-64B es van desplegar durant les ofensives soviètiques a Àustria, Alemanya, Hongria i Romania, i van veure un amplis combats durant la Segona Batalla de Kíev i la batalla de Berlín. Els soviètics també van donar vuitanta-un BA-64B a l'exèrcit popular polonès i deu al 1r cos d'exèrcit txecoslovac . Els BA-64B txecoslovacs van ser utilitzats a l'ofensiva de Praga de 1945.
Durant la dècada de 1950, els BA-64 soviètics es van enviar a diversos estats clients soviètics d'Europa de l'Est i Àsia, com ara Bulgària, Alemanya de l'Est, Romania, Albània, Corea del Nord i la República Popular de la Xina. Més tard també es van subministrar petites quantitats a Iugoslàvia. Al servei de Corea del Nord, el BA-64 es va enfrontar a les forces terrestres del Comandament de les Nacions Unides durant la Guerra de Corea, on va rebre el sobrenom de "Bobby" dels soldats nord-americans.
L'últim país conegut que va rebre BA-64 per a les seves forces armades va ser Vietnam del Nord, encara que no se sap si aquests van veure combat real durant la guerra del Vietnam.
A la dècada de 1970, els BA-64 havien estat retirats per tots els exèrcits del Pacte de Varsòvia, normalment donats a grups paramilitars com els Grups de Combat de la Classe Obrera d' Alemanya Oriental i unitats de milícies obreres similars. Tanmateix, alguns van romandre en servei amb els exèrcits nacionals de Corea del Nord i Albània. El 2013, l'Exèrcit Popular de Corea va continuar tenint un nombre desconegut de BA-64 en reserva.

## Descripció

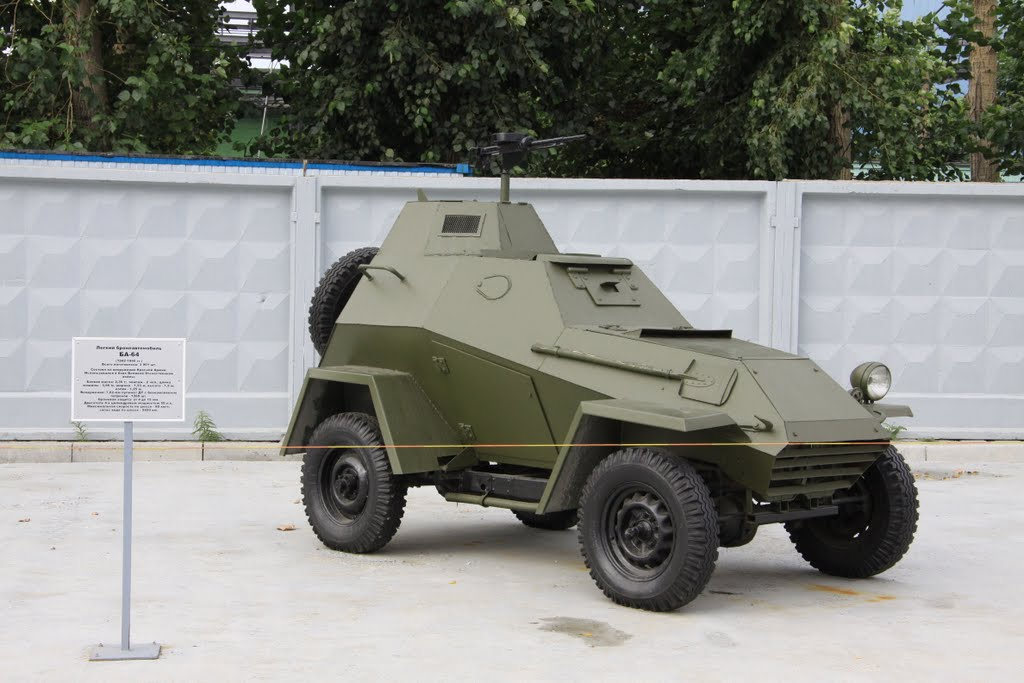
BA-64 al Museu UMMC

El BA-64 consistia en el xassís d'un jeep GAZ-64 o GAZ-67 modificat per acceptar un casc blindat. El xassís del jeep va requerir algunes alteracions per acceptar el casc; per exemple, els sistemes de refrigeració, combustible i elèctrics van haver de ser reubicats mentre que la suspensió posterior es va reforçar per acomodar el pes addicional. La suspensió consta de molles semi-el·líptiques davantera i posterior, i la direcció es limita a les rodes davanteres. La caixa de canvis d'un BA-64 inicialment tenia una marxa enrere i tres engranatges cap endavant en una caixa de transferència de dues velocitats, tot i que alguns models semblen tenir una marxa enrere i quatre engranatges cap endavant i cap caixa de transferència.
Tots els cascs del BA-64 eren de construcció d'acer totalment soldat i variaven en gruix de blindatge des de 15 mm a la part davantera del casc fins a 6 mm als costats del casc. Per proporcionar la màxima protecció balística, la majoria de plaques de blindatge estaven inclinades a uns 30°. Tant el compartiment de conducció com el del motor estaven situats a la part davantera del casc. Els membres de la tripulació estan asseguts en tàndem, amb el tirador de la torreta assegut darrere i per sobre del conductor. El compartiment de conducció està equipat amb una coberta d'escotilla d'una sola peça que s'obre cap amunt. Quan l'escotilla està tancada durant el combat, el conductor continua navegant a través d'una visió auxiliar tríplex. L'aparell de visió a es va desenvolupar a partir d'un dispositiu similar del tanc lleuger T-60.
Tant el BA-64 com el BA-64B estaven propulsats per un motor de gasolina GAZ de quatre cilindres desenvolupat 50 CV (37 kW) a 2.800 rpm. El motor era especialment fiable i conegut per poder funcionar durant períodes prolongats fins i tot amb combustible de baix octà i oli de mala qualitat amb un manteniment mínim. En condicions de guerra era capaç de proporcionar un bon servei operatiu fins a 15.000 quilòmetres sense necessitat de reparacions importants. El BA-64 podria estar equipat amb pneumàtics de combat GK a prova de bales, tot i que aquests van provocar un major consum de combustible i una velocitat reduïda a 40. km/h. Els mecànics de l'Exèrcit Roig solien instal·lar pneumàtics estàndard del cotxe de passatgers GAZ-M1 amb banda de rodament civil als BA-64 per utilitzar-los en combois, marxes per carretera de llarga distància i tasques de rereguarda.
Es va instal·lar torreta sense sostre com a estàndard de la sèrie BA-64, amb una metralladora lleugera instal·lada en un pivot a la dreta. Estava pensat per donar la màxima elevació de tir per poder disparar als avions en vol baix o a l'infanteria situada en els pisos més alts durant el combat urbà. Un petit nombre de BA-64 van ser armats amb una metralladora pesada de 12,7 mm
El BA-64 va sofrir algunes modificacions menors i es va designar com a variant BA-64B. Si bé el més notable d'aquests canvis va ser el nou carburador i la pas d'eix més ample, els models successius de BA-64B també van incloure troneres, tubs d'escapament protegits per una xapa cilíndrica, una presa d'aire addicional a la part superior del compartiment del motor i una presa d'aire per al compartiment de conducció al sostre del casc.